# Protostegidae
Famille
Genres de rang inférieur
- Atlantochelys †
- Archelon †
- Calcarichelys †
- Chelosphargis †
- Cimochelys † (synonyme de Rhinochelys?)
- Desmatochelys †
- Microstega †
- Notochelone †
- ? Pneumatoarthrus † (synonyme d'Atlantochelys?)
- Protostega †
- Rhinochelys †
- Santanachelys †
- Terlinguachelys †

Les protostégidés, ou Protostegidae forment une famille fossile de tortues marines, du Crétacé, toutes disparues, à la carapace formée de cuir épais, peu ou pas ossifiée, dépourvues d'écailles, ou presque, et qui regroupe les plus grands spécimens de tortues de tous les temps, comme Archelon ou Protostega, ainsi que la plus ancienne tortue entièrement marine connue à ce jour, Desmatochelys padillai, datée du Crétacé inférieur, du Barrémien supérieur à l'Aptien inférieur, soit il y a environ entre 128 et 120 Ma (millions d'années).
Leur plus proche parent vivant à l'heure actuelle est la Tortue luth (Dermochelys coriacea), qui est en danger critique d'extinction.

## Description

### Anatomie et morphologie

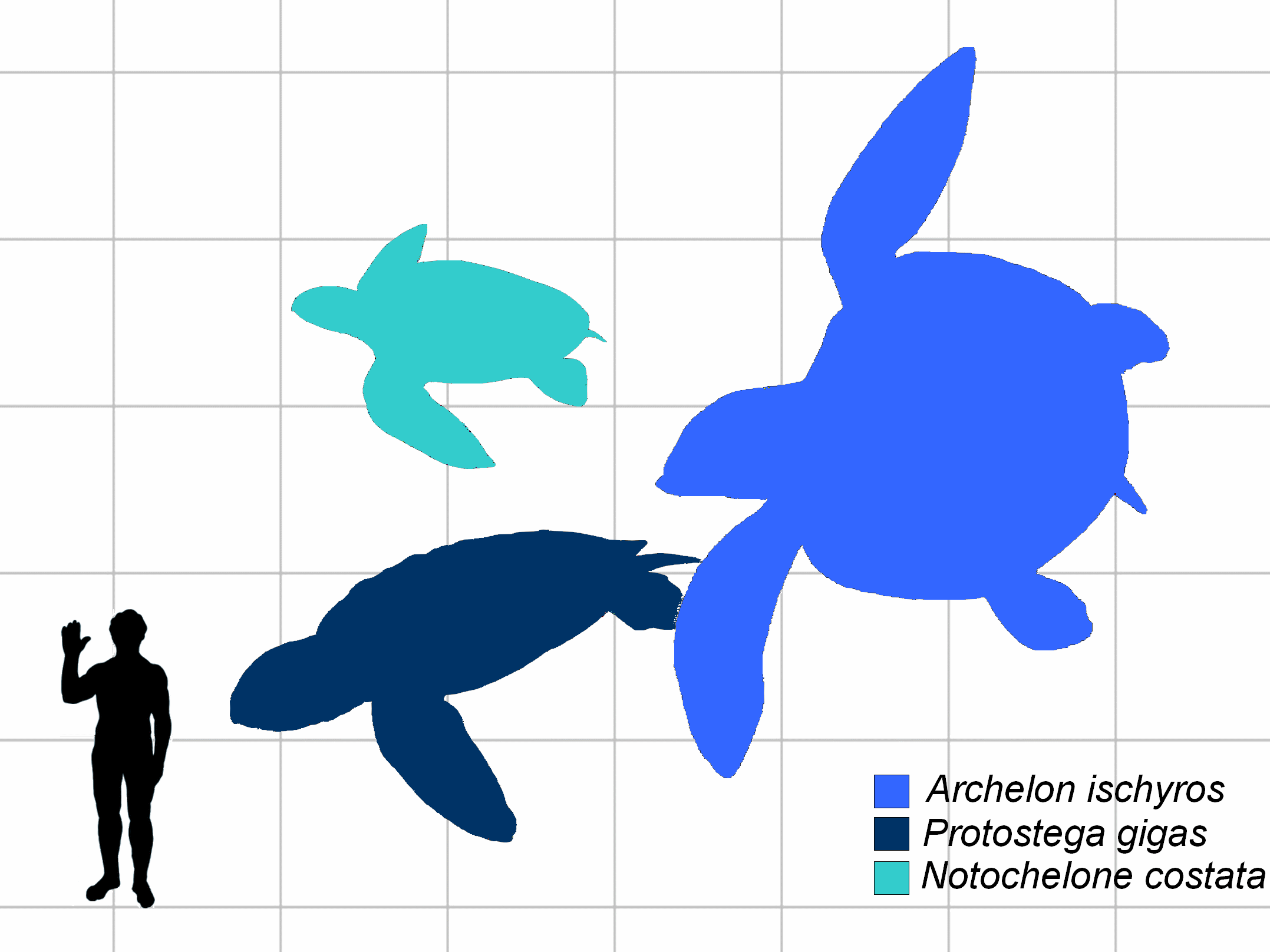
Comparaison de la taille de quelques Protostegidae avec celle d'un être humain : Protostega gigas, Archelon ischyros et Notochelone costata.

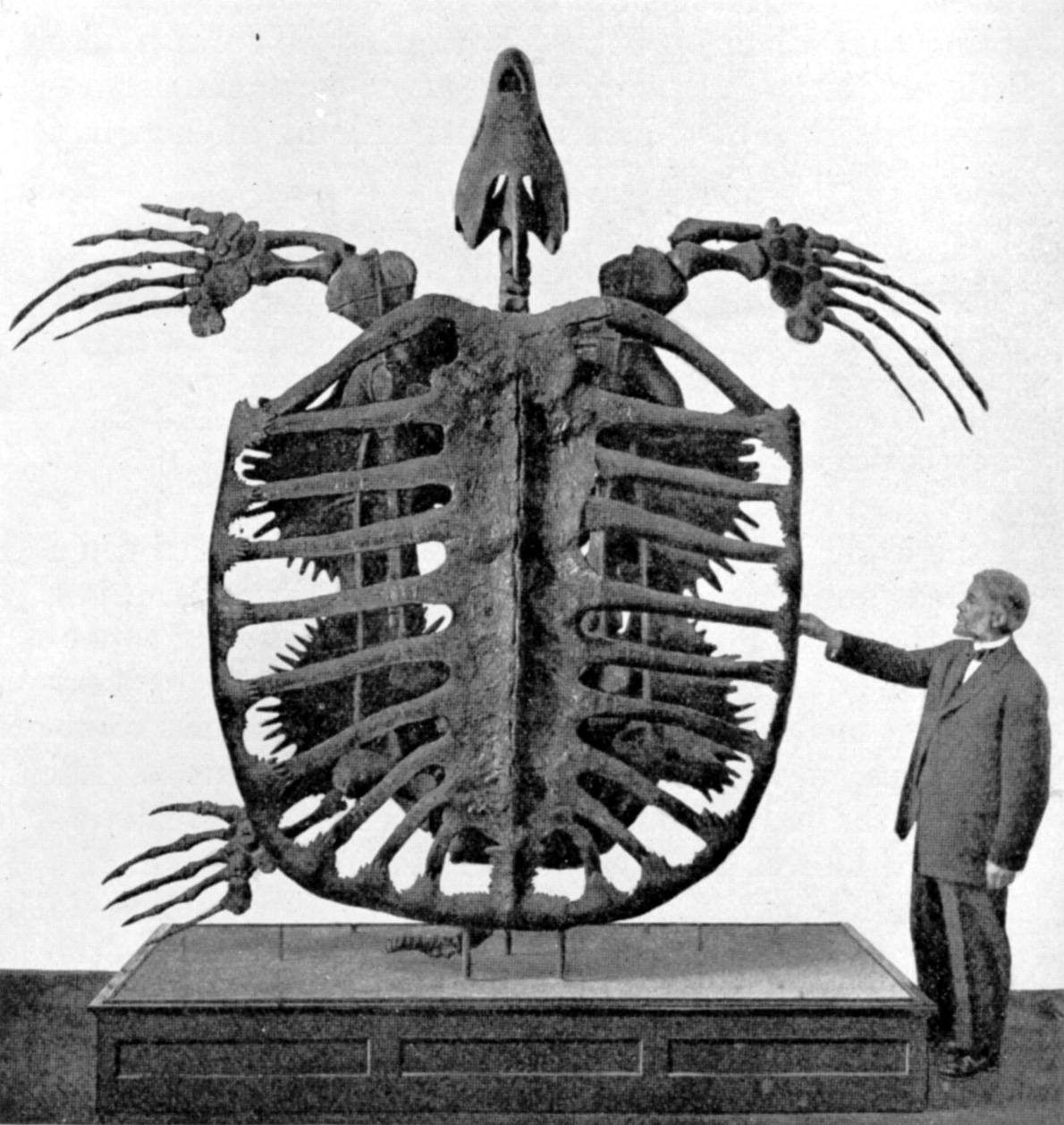
Squelette d'Archelon au muséum de Yale.

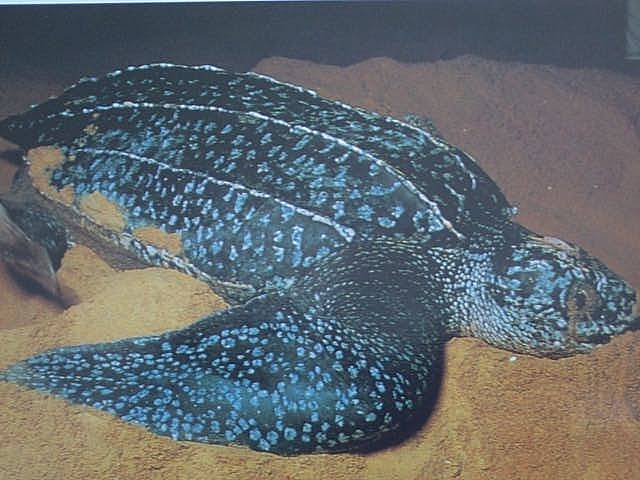
La carapace des Protostegidae, au squelette allégé, et dépourvue de scutelles, devait ressembler à celle de la tortue luth, faite de cuir.

Les Protostegidae rassemblent les plus grandes espèces de tortues marines jamais découvertes : de la taille moyenne d'une tortue verte, certaines espèces géantes comme Protostega gigas atteignent plus de 3 mètres de long, et jusqu'à 4,20 m d'envergure pour le plus grand spécimen connu d'Archelon ischyros, de l'extrémité d'un membre à l'autre. Elle dépassent de loin la tortue luth, la plus grande tortue marine actuelle, qui est d'ailleurs leur plus proche parente encore en vie.
Contrairement à la plupart des tortues actuelles, la carapace des Protostegidae n'était pas complètement ossifiée, et présentait une tendance à la perte de scutelles ; aucune écaille n'a jamais été retrouvée associée aux fossiles d'Archelon ou de Protostega. À l'instar de la tortue luth, leur proche parente, la carapace devait être essentiellement dermique, et présenter plutôt un aspect de cuir. Cette adaptation rend la carapace plus fragile, mais aussi et surtout plus légère.
C'étaient d'excellentes nageuses. Leurs membres étaient adaptés à la nage ; les doigts, chez les espèces les plus évoluées, étaient fusionnés, et les membres transformés en palette natatoires. Cette adaptation n'apparaît pas chez les espèces primitives, du début du Crétacé, comme Santanachelys, qui présente encore des doigts non soudés, bien qu'il s'agisse déjà, de toute évidence, d'une espèce marine.

### Écologie

#### Milieu de vie et distribution

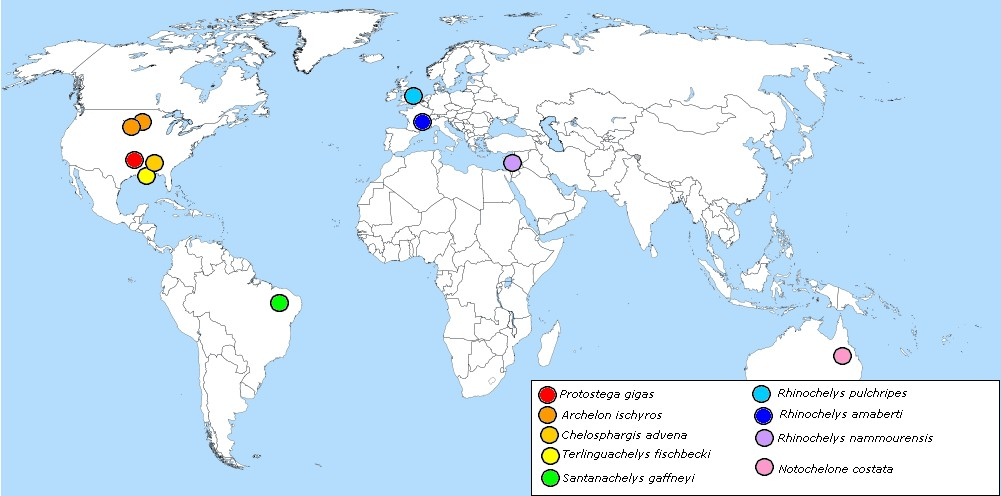
Carte de la répartition actuelle des sites de découvertes de quelques espèces de Protostegidae.

Les Protostegidae sont des espèces océaniques ; l'analyse des fossiles révèle que l'ensemble des membres de la famille possédaient des glandes lacrymales importantes. Ces glandes, destinées à évacuer le sel de l'organisme, sont une adaptation au milieu marin.
La répartition des Protostegidae est mondiale, des fossiles attribuables au groupe ayant été retrouvés sur tous les continents, à l'exception de l'Antarctique.

#### Proies et prédateurs
Les Protostegidae possédaient un bec puissant, mais pas de dents. Ren Hirayama fait remarquer que l'anatomie de leurs membres en fait de mauvais plongeurs ; il émet dont l'hypothèse que les Protostegidae devaient se nourrir d'animaux marins planctoniques lents, à squelette coriace : les ammonites, abondantes au Crétacé, ont donc vraisemblablement figuré au menu des Protostegidae.
La découverte de contenus stomacaux, en 2006, par Benjamin P. Kear, chez Notochelone, révèle la présence d'inoceramidae, des bivalves benthiques, dans le menu de ce reptile. Kear précise que sa découverte ne contredit pas la théorie d'Hirayama, elle permet seulement de préciser qu'au moins une espèce de Protostegidae était capable de plonger pour aller chercher sa nourriture en profondeur.
Les Protostegidae, comme d'autres tortues marines, étaient la proie de grands prédateurs marins, comme des requins. On a retrouvé sur les fossiles de deux spécimens de Protostega gigas des marques de dents, ainsi que quelques dents d'un requin préhistorique, Cretoxyrhina mantelli. D'autres observations font également des Protostegidae comme Desmatochelys  et Protostega gigas des proies habituelles d'autres requins, les espèces du genre Squalicorax.
À l'instar des tortues marines actuelles, les jeunes Protostegidae nouvellement éclos devaient constituer des proies faciles pour un grand nombre de prédateurs, et avoir un taux de survie assez faible. Des restes de Protostegidae juvéniles ont été retrouvés dans les contenus stomacaux d'un ichthyosaure, Platypterygius longmanni, en Australie.

## Historique
Le premier spécimen est découvert à Smoky Hills Chalks, dans le Kansas, en 1871. Il est décrit par Edward Drinker Cope, qui le baptise Protostega, ce qui veut dire "toit primitif", et crée en 1872 la nouvelle famille des Protostegidae.
En 1895, le Dr G. R. Wieland découvre dans la formation du Schiste de Pierre, dans le Dakota du Sud, un nouveau spécimen de Protostegidae, qu'il décrit l'année suivante et baptise Archelon, "Tortue dirigeante". C'est la plus grande tortue connue à ce jour. D'autres fossiles d'Archelon seront mis au jour, le dernier en date de 1998. Le plus grand spécimen jamais extrait a été mis au jour en 1970 sur le site du Schiste de Pierre : il mesurait plus de 4 mètres de long, et 4,87 mètres de large, de l'extrémité d'une nageoire à l'autre.
En 1998, un nouveau spécimen a été découvert à Santana[Où ?], au Brésil : baptisé Santanachelys, il appartient incontestablement à la famille des Protostegidae, mais semble plus primitif : les doigts des nageoires sont encore indépendants, alors qu'ils sont soudés chez Protostega ou Archelon, ce qui est une adaptation à la nage. Daté du début du Crétacé, vers -110 millions d'années, il fixe l'apparition connue du taxon.

## Systématique
- Arbre phylogénétique : (D'après Kear et Lee[7], 2006, modifié).

```
 |
   `--o 
Panchelonioidea

    |--o
    | |--o 
Toxochelys
 †
    | `--o 
Ctenochelys
 †
      `--o 
Chelonioidea

       |--o
       | |--o
       | | |--o 
Euclastes

       | | `--o 
Puppigerus

       | `--o 
Cheloniidae
 évolués
         `--o 
Pandermochelys

          |--o 
Protostegidae (s.l.) 
 †
          | |--o 
Santanachelys
 †
          | `--o
          | |--o 
Notochelone
 †
          |   `--o
          |    |--o 
Desmatochelys
 †
          |      `--o 
Protostegidae (s.s.)

          |       |--o 
Chelosphargis
 †
          |         `--o Protostegidae évolués (dont Protosteginae : 
Archelon
, 
Protostega
, 
Microstega
)
            `--o 
Dermochelyidae

             |--o 
Corsochelys
 †
               `--o
                |--o Dermochelyidae évolués
                  `--o 
Mesodermochelys
 †
```

Les Protostegidae forment la seule famille de l'ordre des Chelionioidea exclusivement fossile qui soit reconnue par tous les auteurs ; cependant, tous ne s'accordent pas quant à la définition des Protostegidae, et aux espèces qu'elles incluent.
La classification actuelle des Protostegidae est basée essentiellement sur les travaux de Hirayama en 1994 et Hooks en 1998. Au sens strict (sensu Hooks, 1998), les Protostegidae rassemblent les genres Archelon, Calcarichelys, Chelosphargis, Microstega et Protostega.
Au sens large (sensu Hirayama, 1994), les Protostegidae incluent les espèces précédentes, plus Desmatochelys, Cimochelys, Rhinochelys, Notochelone, Terlinguachelys et Santanachelys. Hooks reconnaît également la validité de ce taxon, même s'il réserve le nom de Protostegidae au groupe plus restreint mentionné plus haut. Dans cette dernière définition, les Protostegidae forment le groupe-frère des Dermochelyidae, la famille des tortues luth (cette famille rassemble une seule espèce vivant actuellement, la tortue luth, plus quelques espèces fossiles).
On note chez toute cette famille, une tendance à la réduction des os de la carapace, et à une perte des scutelles, pour aboutir à une carapace de cuir, comparable à celle de la tortue luth ; les espèces les plus primitives, comme Santanachelys ou Terlinguachelys possèdent encore quelques plaques osseuses et des écailles sur la carapace, ainsi que des caractères plus archaïques au niveau des membres et des mâchoires. La sous-famille des Protosteginae abrite les genres les plus modernes, comme Archelon, Protostega ou Microstega
Une autre tendance évolutive semble être l'augmentation progressive de la taille, avec l'apparition de formes géantes comme Protostega ou Archelon parmi les espèces les plus modernes. Cette tendance est toutefois démentie par quelques espèces, comme Microstega, qui, bien que présentant des caractéristiques très modernes, reste de taille modeste, ou encore "Protostega" eaglefordensis", de grande taille, mais présentant certaines caractéristiques assez archaïques.

### Principales espèces

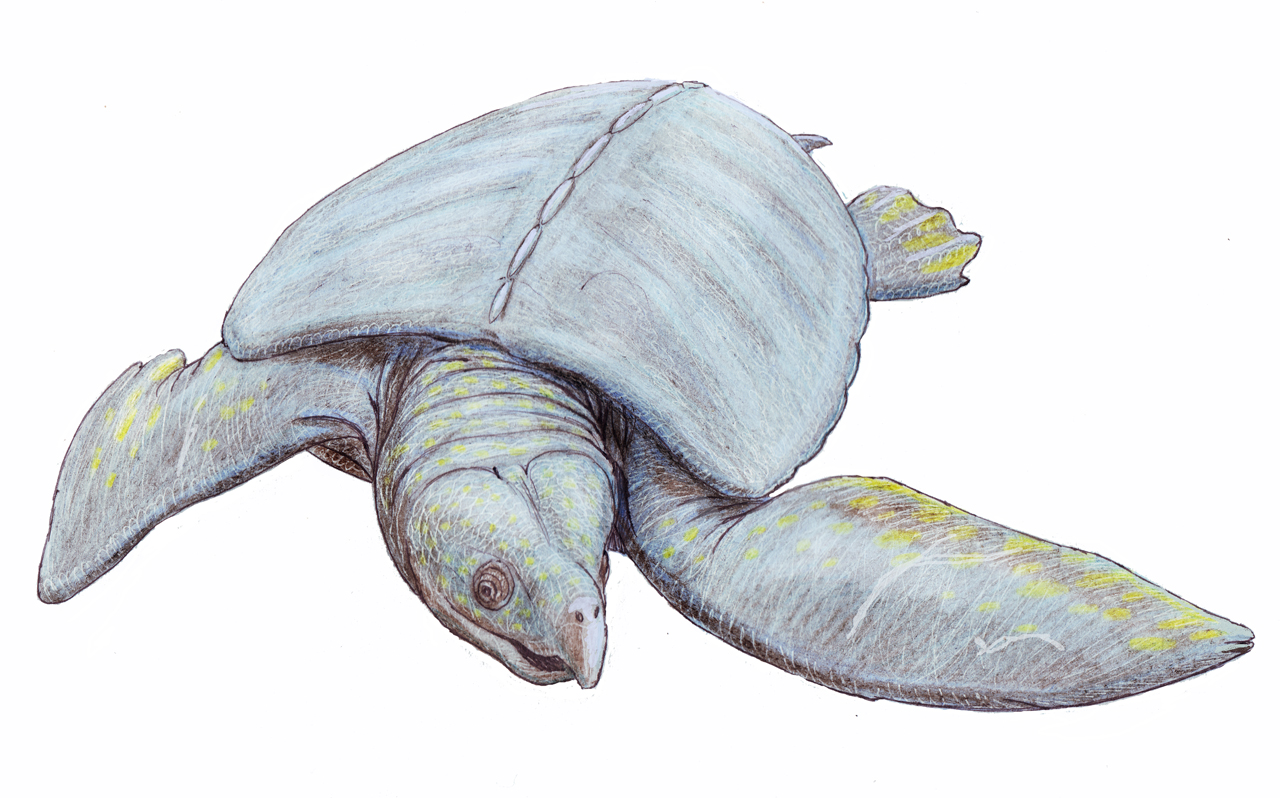
Archelon ischyros, le géant du groupe, pouvait dépasser les quatre mètres.

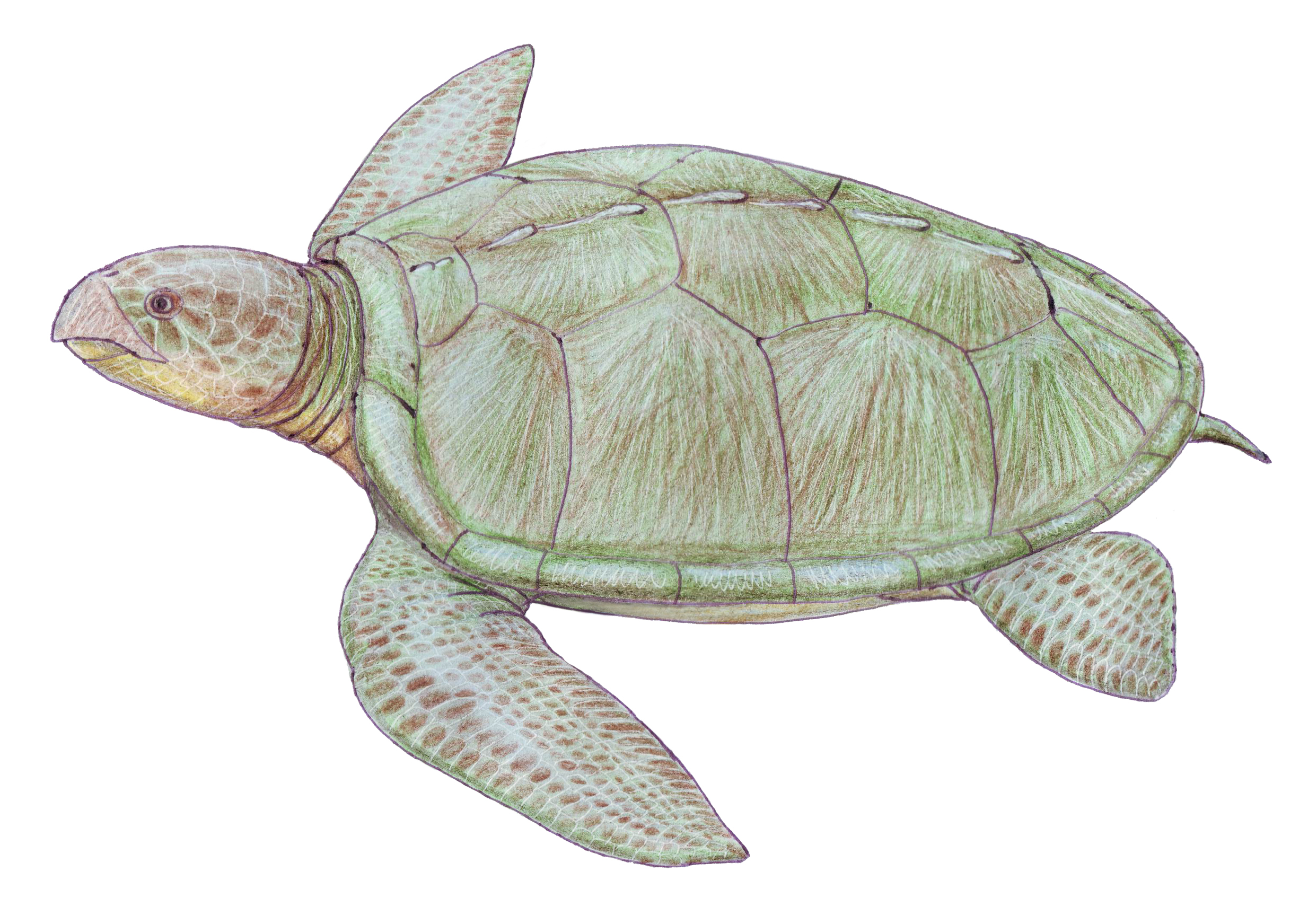
Notochelone costata avait à peu près la taille d'une tortue verte actuelle. Elle est le reptile marin le plus abondant des faunes fossiles du Queensland, Australie, au Crétacé.

La famille des Protostegidae est définie d'après un certain nombre de caractères osseux, parmi lesquels le crâne, et la forme de l'humérus.
Un certain nombre de genres ne sont connus que par des restes partiels, et ont donc un statut incertain, puisqu'on ne peut les attribuer à coup sûr aux Protostegidae.
Dans sa définition actuelle, la famille comporte comporte une vingtaine d'espèces, réparties en une douzaine de genres, la plupart monospécifiques, auxquelles ils convient d'ajouter quelques taxons à la position phylogénétique incertaine.
L'espèce "Protostega" eaglefordensis Zangerl, 1953pose problème ; il a récemment été démontré que l'espèce ne faisait pas partie du genre Protostega ; pour autant, aucun nom de genre n'a pu lui être attribué, et sa relation avec la famille des Protostegidae reste obscure.

#### Protostegidaesensu stricto
- †Archelon Wieland 1896
  - †Archelon ischyros Wieland,, 1896 (type)[8] syn :Archelon marshi Wieland, 1900 ; Protostega ischyros ; Protostega marshi
- †Calcarichelys Zangerl, 1953
  - †Calcarichelys gemma Zangerl, 1953[8]
- †Chelosphargis Zangerl, 1953
  - †Chelosphargis advena (Hay, 1906)[8] ; syn : Protostega advena Hay, 1906
- †Microstega 
  - †Microstega copei (Wieland, 1909) Hook, 1998[8] ; syn: Archelon copei Wieland, 1909 (in partim) ; "Protostega" copei (Wieland, 1909) Hirayama, 1998
- †Protostega Cope, 1871
  - †"Protostega" eaglefordensis Zangerl, 1953
  - †Protostega gigas Cope, 1871 (type)[8] ; syn : Protostega dixie Zangerl, 1953 ; Protostega potens Hay, 1908 ; Atlantochelys gigas (Cope, 1871) Dana, 1875

#### Protostegidaesensu lato
- †Atlantochelys 
  - †Atlantochelys mortoni Agassiz, 1849
- †Desmatochelys Williston, 1894
  - †Desmatochelys lowi Williston, 1894 (type)
  - †Desmatochelys sp (Smith, 1989)
- †Notochelone Lydekker, 1889 syn : Notochelys
  - †Notochelone costata (Owen, 1882) syn : Bouliachelys suteri Kear et Lee[7], 2006
- †Rhinochelys Seeley, 1869
  - †Rhinochelys amaberti Moret, 1935
  - †Rhinochelys benstedi [ Mantell, 1841] syn. Cimochelys benstedi (nomen dubium ?)
  - †Rhinochelys cantabrigiensis (Lydekker, 1889) syn :  Lytoloma cantabridgiensis Lydekker, 1889 ; Rhinochelys jessoni Lydekker, 1889 ; Rhinochelys cardiocephalus Seeley, 1869 ; Rhinochelys dayi Seeley, 1869 ; Rhinochelys eurycephalus Seeley, 1869 ; Rhinochelys platyrhinus Seeley, 1869 ; Rhinochelys rheporhinus Seeley, 1869 ; Rhinochelys sphenicephalus Seeley, 1869
  - †Rhinochelys carusiana (Geinitz, 1872-1875) ; syn : Chelone sp Geinitz 1849 ; Chelone carusiana Geinitz 1872-1875
  - †Rhinochelys dayi Seeley, 1869
  - †Rhinochelys elegans Lydekker, 1889 ; syn : Rhinochelys brachyrhina Lydekker, 1889 ; Rhinochelys macrorhina Lydekker, 1889 ; Rhinochelys mastocephalus Seeley, 1869 ; Rhinochelys stenicephalus Seeley, 1869
  - †Rhinochelys nammourensis
  - †Rhinochelys pulchriceps (Owen, 1851) Hirayama, 1998 ; syn : Chelone pulchriceps Owen, 1851 ; Rhinochelys dacognathus Seeley, 1869
- †Santanachelys Hirayama, 1998
  - †Santanachelys gaffneyi Hirayama, 1998 (type)[2]
- †Terlinguachelys Lehman & Tomlinson, 2004
  - †Terlinguachelys fishbecki Lehman & Tomlinson, 2004 (type)[9]

### Espèces incertaines
- Pneumatoarthrus peloreus Cope, 1870 est considéré par certains auteurs comme un synonyme d'Atlantochelys mortoni, et serait, à ce titre, un Protostegidae ; cependant, l'espèce n'est connue que par des restes si fragmentaires qu'il est difficile de conclure quant à son statut et à sa place au sein des Protostegidae, et même au sein des Chelonioidea.
- Cratochelone berneyi Longman, 1915 est considéré par certains auteurs, comme Benjamin P. Kear comme un Protostegidae[10] ; Cette analyse semble cependant erronée, et Cratochelone a plus de similitude avec les Dermochelyidae primitifs qu'avec les Protostegidae.